# آب‌انبار حسن
آب‌انبار حسن مربوط به دوره متاخر اسلامی دوره قاجار است و در میبد، محله مهر جرد، نبش خیابان شهید رجائی و میدان آیت الله حائری واقع شده و این اثر در تاریخ ۱۵ دی ۱۳۸۷ با شمارهٔ ثبت ۲۴۳۵۶ به‌عنوان یکی از آثار ملی ایران به ثبت رسیده است.